# Обермумпф
Обермумпф (нім. Obermumpf) — громада  в Швейцарії в кантоні Ааргау, округ Райнфельден.

## Географія
Громада розташована на відстані близько 75 км на північний схід від Берна, 18 км на північний захід від Аарау.
Обермумпф має площу 5 км², з яких на 9,1% дозволяється будівництво (житлове та будівництво доріг), 52,9% використовуються в сільськогосподарських цілях, 37,8% зайнято лісами, 0,2% не є продуктивними (річки, льодовики або гори).

## Демографія
2019 року в громаді мешкало 1047 осіб (+3,6% порівняно з 2010 роком), іноземців було 15,6%. Густота населення становила 209 осіб/км².
За віковим діапазоном населення розподілялося таким чином: 18,2% — особи молодші 20 років, 63,8% — особи у віці 20—64 років, 18% — особи у віці 65 років та старші. Було 460 помешкань (у середньому 2,3 особи в помешканні).
Із загальної кількості 130 працюючих 32 було зайнятих в первинному секторі, 13 — в обробній промисловості, 85 — в галузі послуг.